# クラフトワーク 2
クラフトワーク 2（Kraftwerk 2）は、1972年にリリースされたクラフトワークのアルバム。

## 概要
- 本作も前作同様ラルフとフローリアンはクラフトワークの作品としては認めず、再発売を拒絶している[要出典]。1990年代には「Germanofon」からのブートレグとして広く出回った。著作権保護の緩やかなイタリアのクラウン・レコードから正規盤CDとして1994年にリリースされた。
- レコーディング・エンジニアは前作同様コニー・プランク。（ミキサーはフローリアン。）
- 本作のジャケットは前作のジャケットのデザインと同一であり、工事用コーンがデザインされているが前作は赤であった物が本作は緑となっている。（ジャケットデザインはラルフ・ヒュッターによるもの）
- 前作に参加していたアンドレアス・ホーマン、クラウス・ディンガーは脱退しており、一時期ギターとして参加していた、ミヒャエル・ローターも既に脱退しており、本作ではラルフとフローリアン2人のみで制作している。
- リズムマシンをレコーディングに初めて使っており、今後のクラフトワークの方向性を感じられる。
- ラルフ・ヒュッターは2009年9月に発売された音楽・映画雑誌アンカット（英語版）2009年10月号のインタビューにおいて「クリング・クラングスタジオの書庫にあるKraftwerk 1と2、Ralf & Florianやライブのテープに関してエーミール・シュルト（ドイツ語版）とリマスター作業中である[1]。」旨、明らかにした。結果として本作を含む初期盤3枚はパッケージとしては再発売されなかったものの、そのオリジナル音源はKraftwerk公式のSoundCloudアカウントにて2013年2月23日より無償公開されている。

## 曲目
1. Klingklang (17:36) - (Ring Sound) [2]
2. Atem (02:57) - (Breath) [3]
3. Strom (03:52) - (Stream) [4]
4. Spule 4 (05:20) - (Reel 4) [5]
5. Wellenlänge (09:40) - (Wavelength) [6]
6. Harmonika (03:17) - (Harmonica) [7]

## 演奏者
- ラルフ・ヒュッター：オルガン、エレクトリック・ピアノ、ベース、リズムマシン、グロッケンシュピール、ハーモニカ
- フローリアン・シュナイダー：フルート、ヴァイオリン、ギター、グロッケンシュピール